# Tagar
Le Tagar (תָּגָר), signifiant « défi » en hébreu, est la branche étudiante du Betar, mouvement de jeunesse sioniste révisionniste et proche du Likoud. Il a été créé en France en 1985.

## Anciens membres
- Jean-Paul Dray, frère du député Julien Dray[1]
- Arnaud Sayegh
- Pierre Lurçat[2]
- Frédéric Encel[3]